# ابومسلم‌نامه
ابومسلم‌نامه حماسه‌ای است برگرفته از زندگی ابومسلم خراسانی و درگیری وی و یارانش با حمایت معنوی امام باقر که در این داستان وی را ملقب به ابومسلم نمود با مروان آخرین خلیفه امویان به عنوان نیروی بیگانه و ضد خاندان پیامبر که به پیروزی ابومسلم و انقراض امویان می‌انجامد. این حماسه با افسانه بسیار مخلوط گشته است و زندگی و زاده شدن و نسب ابومسلم به صورت افسانه‌ای روایت می‌شود. در این حماسه نام واقعی ابومسلم عبدالرحمان بن اسد بن جنید از اهالی مرو ذکر می‌شود. گویا نخستین نسخه از این حماسه در قرن چهارم هجری قمری با نام اخبار ابی‌مسلم صاحب الدّعوة توسط ابوعبدالله مرزبانی نوشته شد.ابن اسفندیار در تاریخ طبرستان (ابن اسفندیار) و ناصر خسرو در یک شعر نیز به این حماسه اشاره‌هایی داشته‌اند. ابومسلم‌نامه به زبان‌های ترکی نیز در گذشته ترجمه شد و نسخی از ابومسلم‌نامه به زبان فارسی از افرادی چون ابوطاهر طرسوسی که بیشترین نسخ مربوط به اوست و یک نسخه خواجه نصیر طوسی و ضیا نخشبی نیز تا به امروز باقی مانده است تا اینکه در زمان صفویان برای محو این اثر از خاطره‌ها تلاش بسیاری از جمله از بین بردن کتابها و از بین بردن راویان و خراب کردن مزار ابومسلم شد.